# První křížová výprava
První křížová výprava v dějinách byla vyhlášena roku 1095 na clermontském koncilu papežem Urbanem II. a směřovala do Svaté země za znovudobytí Božího hrobu od muslimů. Vyhlášení výpravy bylo částečně reakcí na postupné pronikání tureckých nájezdníků do Anatolie, kde na Byzantské říši dobyli značná území a oslabili moc říše. Byzantský císař Alexios se obrátil na papeže, aby mu pomohl získat dobrovolníky do jeho žoldnéřské armády, díky níž by mohl ztracená území na východě znovu dobýt. Vyhlášení výpravy bylo zároveň motivováno snahou papeže Urbana II. o zmírnění schizmatu mezi západní a východní katolickou církví. Urban II. zároveň mohl využít vyhlášení výpravy k tomu, aby získal navrch nad císařem Jindřichem IV., svým protivníkem v boji o investituru.
Papežův apel na pomoc východním křesťanům se zvrtl ve vyhlášení svaté války za osvobození svatých míst, což mělo velký ohlas i mezi evropskými venkovany, kteří se již roku 1096 vydali na cestu do Svaté země. Ti, podněcováni lidovými kazateli, dorazili ze severní Francie až do Byzantské říše, a po cestě plenili a loupili. Císař Alexios byl zklamán, neboť tito poutníci nebyli rytíři, jaké očekával. Dal je proto rychle přepravit na pevninu Malé Asie, kde začali pořádat nájezdy na turecká území. Turci na ně však uspořádali odvetnou výpravu a téměř všechny křižáky pobili. V německých zemích se zatím shromáždily další chudinské houfy, které začaly pořádat židovské pogromy. Německé křižáky však dal už na uherských hranicích rozehnat král Koloman.

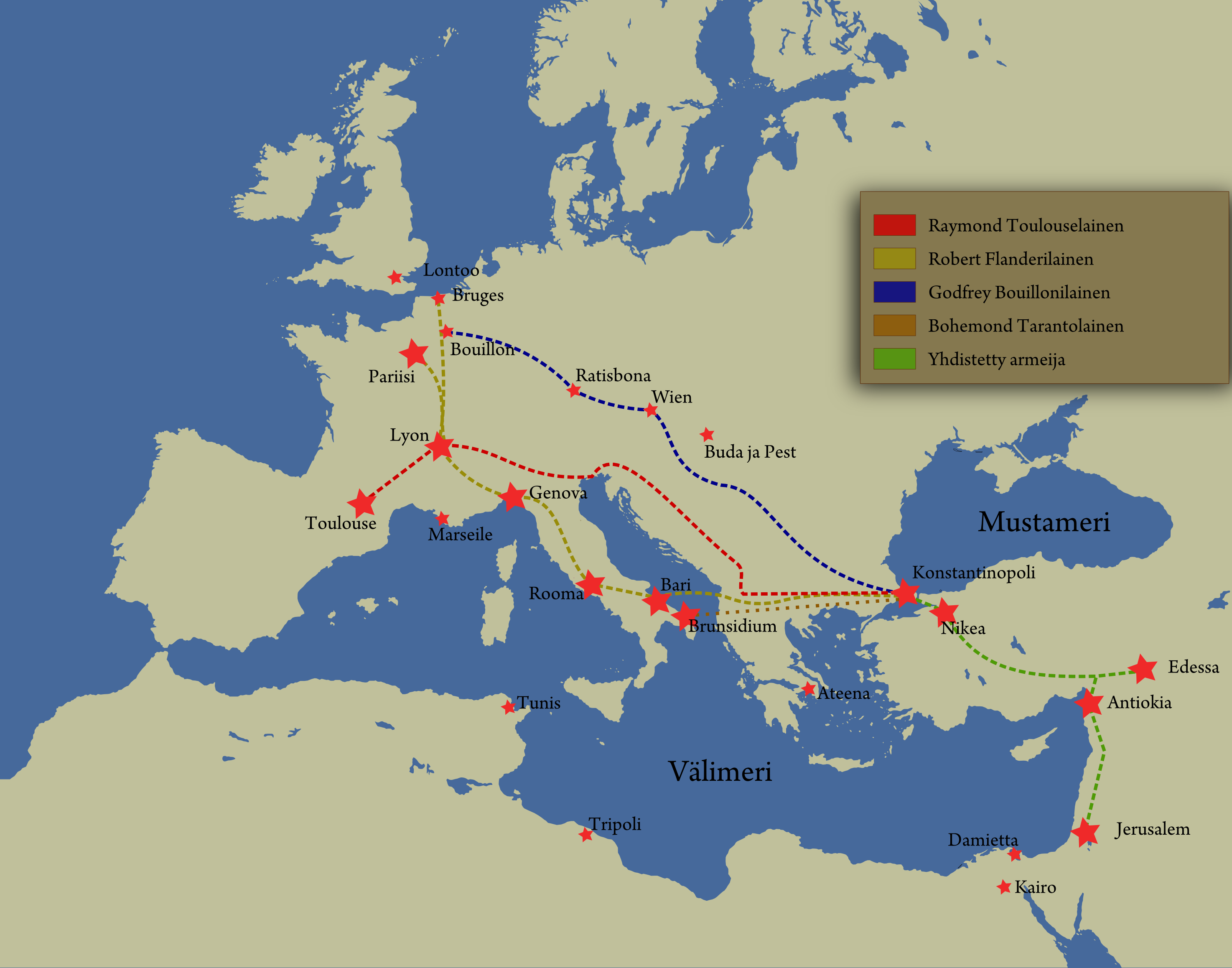
Trasy hlavních křižáckých armád

V druhé polovině roku 1096 se vydala na cestu rytířská vojska. Jejich veliteli byli především francouzští a normanští velmoži, kteří se na přelomu let 1096–1097 dostali do Konstantinopole, kde složili lenní přísahu císaři Alexiovi. Přísahou se křižáci zavázali navrátit všechna území zpět pod vládu Byzantské říše, za to měli slíbený podíl na kořisti a podporu během výpravy ze strany císaře. Křižáci dobyli Nikáju a porazili Turky v bitvě u Dorylaea, dobyli Edessu a Antiochii a roku 1099 i samotný cíl křížové výpravy – Jeruzalém. Křižáci své závazky vůči Byzantskému císaři nedodrželi, nevrátili mu zpět kdysi byzantská území, na kterých zakládali své křižácké státy, budované po vzoru západoevropských feudálních monarchií, což se na další generace stalo ohniskem napětí mezi Byzantinci a západními Franky, kteří se na Blízkém východě usadili.

## Okolnosti svolání výpravy
V polovině 11. století začaly ze střední Asie na Blízký východ pronikat turecké kmeny, které drancovaly civilizované země. V Džezíře se Turci nechali islamizovat a vstoupili do služeb bagdádského chalífy, který se však stal jen loutkou závislou na vůli svých tureckých vezírů a rádců. Ve službách Abbásovců začali Turci útočit na území Byzantské říše. Turecká vojska se skládala především z lehkých jezdců, což je činilo velmi mobilními a byzantská armáda je jen málokdy dostihla a utkala se s nimi. Proto se byzantský císař Roman IV. Diogenes rozhodl vytáhnout s celou armádou na východ a svést s Turky pravidelnou bitvu. Císařova stotisícová armáda se s tureckým sultánem Alpazslanem utkala v bitvě u Mantzikertu, kde byla na hlavu poražena. Říše se porážkou uvrhla do chaosu, zatímco Turci tak mohli vtrhnout do Anatolie, centra byzantské moci, aniž by jim v tom mohl kdokoliv zabránit. Turecké kmeny celou Anatolii vydrancovaly a spálily, až se z této nejvýznamnější části Byzance stala prakticky poušť. Z porážky u Manzikertu se císařství již nikdy plně nevzpamatovalo.
Císař Alexios I. Komnenos, který vybojoval byzantský trůn roku 1081, se snažil Anatolii získat zpět, ale chybělo mu vojsko, neboť byzantští vojáci se často rekrutovali právě z Anatolie. Obrátil se proto na západní křesťanstvo a požádal papeže, aby mu pomohl osvobodit východní křesťany z jha tureckých barbarů a rovněž argumentoval, že muslimové okupují svatá místa křesťanství, čemuž nelze jen nečinně přihlížet. Alexiovi však šlo jen o znovuzískání Anatolie a svatá místa ho zajímala, jen pokud z toho mohla mít Byzanc prospěch.
Papež Urban II., který rovněž po velkém schismatu chtěl zlepšit vztahy mezi západní a ortodoxní církví, udržoval již od roku 1090 čilou diplomacii s byzantským císařem. Alexios roku 1095 vyslal své zástupce na Urbanův koncil v italské Piacenze, kde Byzantinci vylíčili utrpení východních křesťanů a zdůrazňovali, že turecká hrozba se netýká jen Byzance, ale ohrožuje i západní svět. Přítomní západní biskupové byli otřeseni, a papež Urban začal o jejich žádosti vážně uvažovat.

## Motivace vyhlášení výpravy a účasti na ní

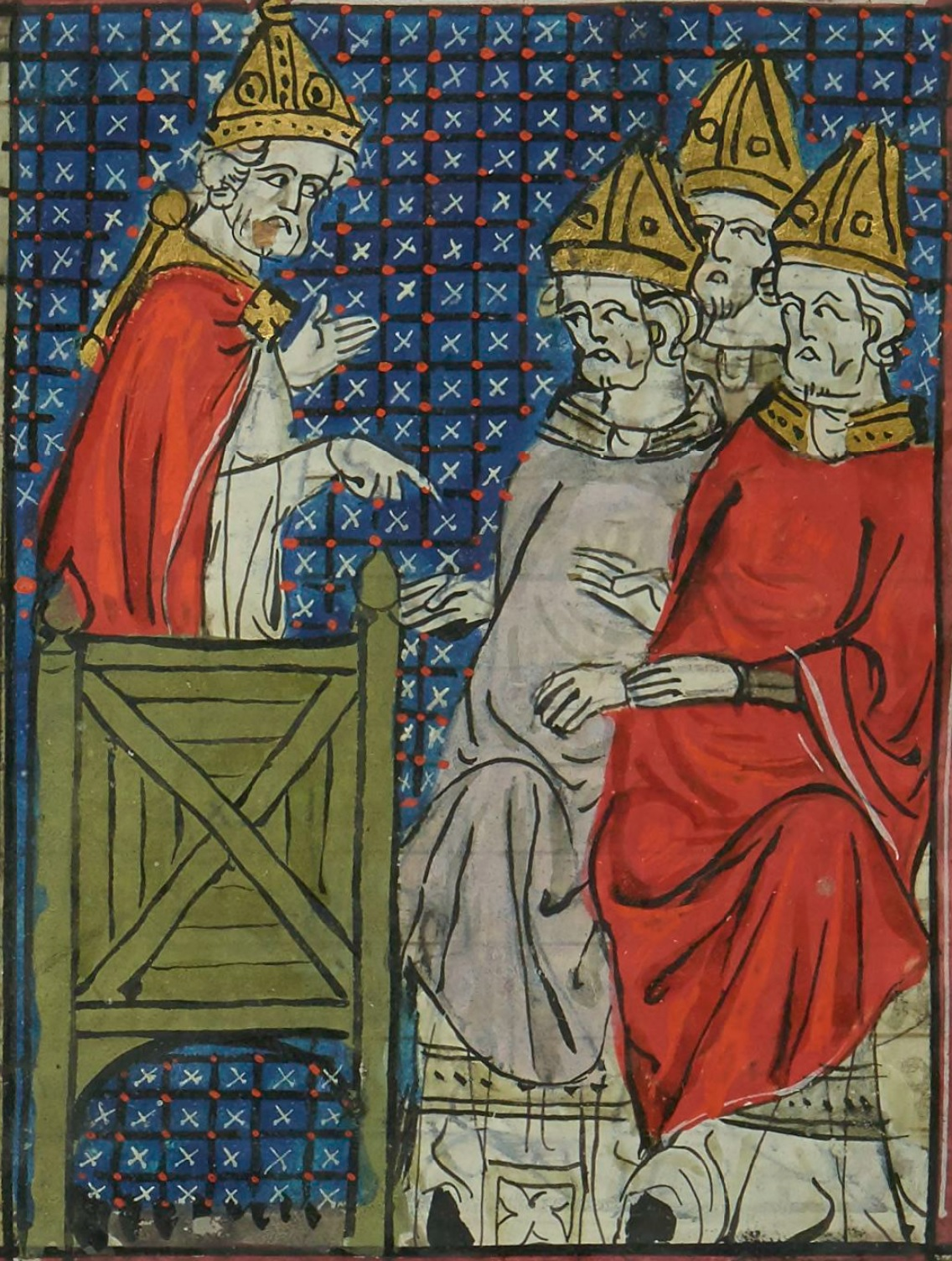
Papež Urban II. vyzývá k osvobození Svaté země, iluminace ze 14. století

Urbanova snaha nebyla vedena pouze upřímnou snahou pomoci schizmatickým ortodoxním Byzantincům. Byla výsledkem složitých diplomatických úvah a pečlivé politické přípravy. Urban II. byl v dobré pozici, protože v minulosti byl opatem kláštera v Cluny, jehož mniši byli nejenom průkopníky církevní reformy, ale také zkušenými organizátory poutí do Svaté země a dobrými znalci poměrů panujících na Východě. Ze své minulosti také dobře rozuměl podmínkám a zájmům šlechty v oblasti jižní Francie, na kterou se při propagaci výpravy do Svaté země soustředil. Svou výzvu také konzultoval s několika francouzskými šlechtici, například jedním z nejmocnějších feudálních pánů Provence, Raimondem ze Saint Gilles, hrabětem z Toulouse. Předem vybral biskupa Adhémara z Le Puy jako papežského legáta, který ho měl na výpravě zastupovat. Žádost byzantského císaře Alexia I. o pomoc proti nevěřícím Turkům, umožnila papeži vyzvat křesťany, aby kvůli boji proti nevěřícím ukončili věčné spory a zastavili války, a nadřadit tak obecně křesťanský zájem nad konkrétní zájmy světských panovníků a šlechty. To byl další krok na cestě k podřízení světské moci církevní autoritě. Jak dobře bylo papežovo vystoupení v Clermontu připraveno, dokazuje bezprostřední odezva, kterou vyvolalo u několika významných šlechticů a církevních prelátů. Během Urbanovy řeči a bezprostředně po ní propukli shromáždění duchovní a velmoži v nadšení, které projevovali výkřiky „Deus le volt!“ („Bůh to chce!“).
| „                              | ...tato země, ve které žijete, obklopená z jedné strany mořem a z druhé strany horskými vrcholky, může stěží uspokojit mnohé z vás. Neoplývá bohatstvím, vskutku stěží poskytuje dosti potravy pro ty, kteří ji obdělávají. Proto se zabíjíte a pohlcujete jeden druhého. Zastavte tuto věčnou nenávist, zanechte sporů, upusťte od válek, zastavte je a utište všechny konflikty a spory. Začíná cesta ke Svatému hrobu. Zmocněte se země, která je hanebně obsazená, která však byla dána Bohem dětem Izraele a která, jak říká Písmo, oplývá mlékem a strdím... | “ |
| — Urban II. dle Roberta Mnicha | |   |

Urbanova výzva v Clermontu, adresována především jihofrancouzské šlechtě a kázána biskupy a mnichy po celé Francii, měla úspěch a mnozí francouzští velmoži přislíbili účast. K obrovské spontánní odezvě však došlo u nižších vrstev obyvatelstva, podněcovaných fanatickým kazatelem Petrem z Amiensu, zvaným podle oděvu Poustevník, či podle postavy Malý. Petr Poustevník byl odpadlý francouzský mnich, který se podle svého tvrzení již o pouť do Jeruzaléma pokusil, ale po dlouhé cestě s ním Turci špatně naložili a nakonec vyhostili, což jim nikdy nezapomněl. Byl to charismatický demagog a jeho posluchači jej považovali za svatého muže. Prostí venkované a městská chudina uposlechli jeho horlivých apelů a začali se okamžitě chystat, mnohdy s celou rodinou, na cestu. Často museli prodat vše, co při své chudobě měli, včetně pozemku, který je dosud živil, a obydlí, aby si mohli koupit alespoň nejnutnější zásoby na cestu. Nadšení pro svatou věc hrálo v jejich konání významnou roli, důležité však byly také materiální a demografické pohnutky, přání získat půdu a bohatství, zcela vyloučit nelze ani touhu po dobrodružství a slávě.
Ozbrojená výprava tohoto druhu do Svaté země byla v křesťanském světě něčím novým. Ani Urban II. pravděpodobně neočekával tak horlivou odezvu, jakou dostal. V roce 1096 musel zakázat několika duchovním, aby se vojenské výpravy zúčastnili, a snažil se přesvědčit iberské šlechtice, aby se místo výpravy do Svaté Země zabývali bojem s Maury v okolí Tarragony. V každém případě se křížová výprava změnila v něco, co si byzantský císař Alexios nepřál: křižáci neměli v plánu stát se žoldnéři v byzantské armádě, chtěli osvobodit Jeruzalém, tedy město, na jehož osudu císaři Alexiovi nijak zvlášť nezáleželo a o které Byzanc přišla již roku 614.

## Tažení chudiny

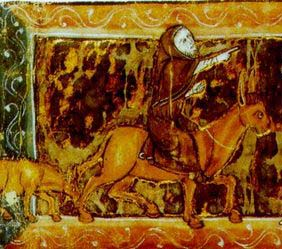
Petr Poustevník na oslu
Roman du Chevalier du Cygne, 1270

Téměř nikdo z účastníků první křížové výpravy, a to nejen těch prostých a chudých, neměl ponětí o tom, jak bude cesta do Svaté země vypadat a s čím se může setkat. Víra ve vítězství křesťanů, kteří ve znamení kříže vyženou nevěřící muslimy ze Svaté země a osvobodí Boží hrob v Jeruzalémě, však byla obrovská. Jako první se vydaly na cestu do Svaté země křižácké houfy ze severní Francie a Porýní, jejichž značnou část tvořili neozbrojení poutníci. Ti však neměli žádné vojenské zkušenosti a už vůbec ne jakoukoliv kázeň, jediné, čím oplývali, bylo bojové nadšení. To v nich dále podněcoval chudý rytíř Gautier Sans-Avoir – Bezzemek, který se postavil s několika dalšími příslušníky drobné šlechty do čela skupiny, jež vyrazila ze severní Francie již v dubnu 1096. Přestože se poutníci pohybovali pěšky a jenom ženy a děti se směly vézt na povozech tažených voly, ušli tisícikilometrovou vzdálenost na uhersko-byzantskou hranici za necelý měsíc. Počátkem května 1096 stanuli před byzantskou pohraniční pevností Bělehradem. Tady došlo k prvnímu střetu křižáků s místním křesťanským obyvatelstvem. Vyhladovělá chudina, jíž došly zásoby, začala totiž plenit vesnice po obou stranách hranice, a vyvolala tak několik ozbrojených konfliktů, jejichž důsledkem byli první mrtví. V Niši přijal Gautiera byzantský místodržící a zásobil jeho poutníky potravinami.

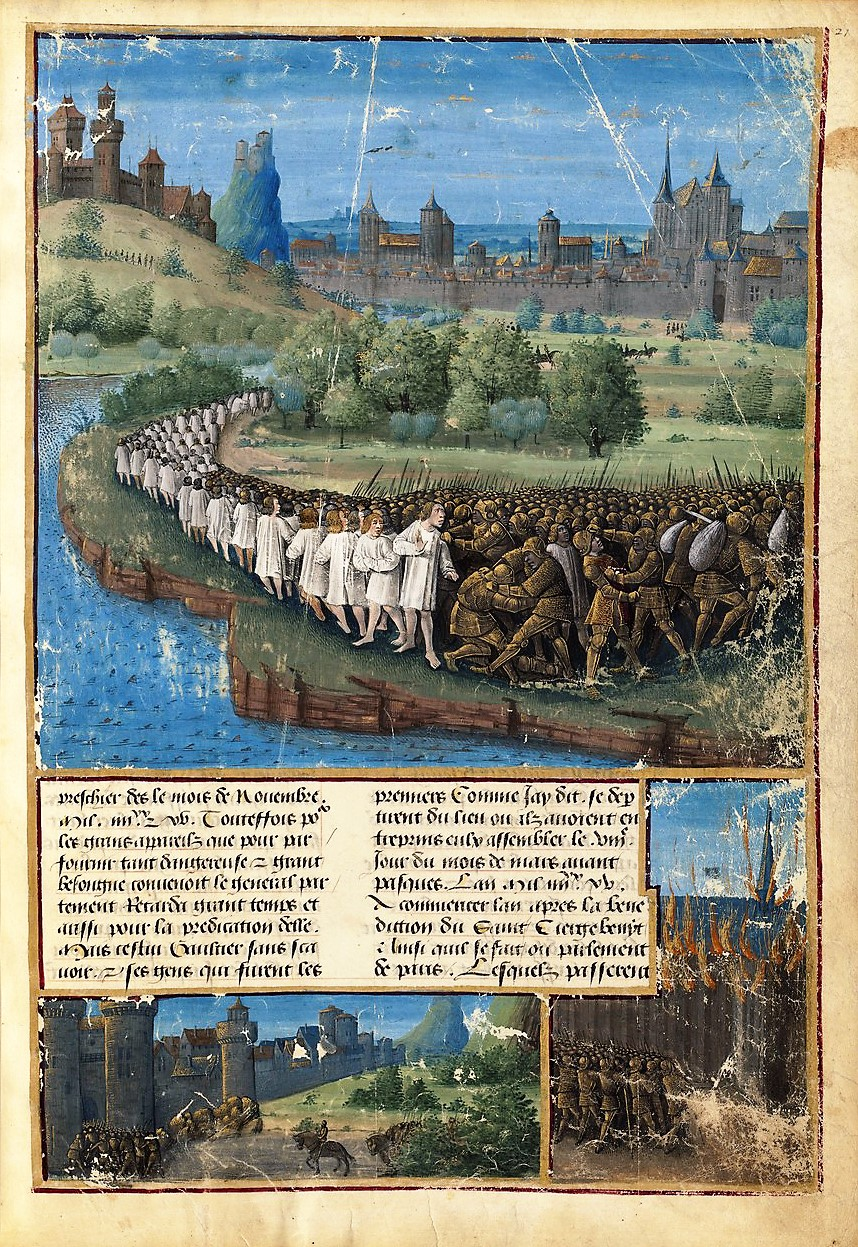
Masakr Petrovy armády zobrazený na středověkém iluminovaném rukopisu

Ještě mnohem hůře si cestou přes uherskou zemi počínal houf, který přiváděl Petr Poustevník z Porýní.
| „                   | ...podněcováni hanebnou zuřivostí, zakládali ohně v těch veřejných sýpkách...unášeli dívky a vydávali je všemožnému násilí, zneucťovali manželství, odnímajíce ženy jejich manželům, rvali nebo upalovali vousy svým hostitelům... a všichni se s nepochopitelnou domýšlivostí holedbali, že si takto povedou i u Turků | “ |
| — Guibert z Nogentu | |   |

Dalším negativním jevem se staly rozsáhlé protižidovské pogromy, které rozpoutaly některé křižácké skupiny v německých zemích. Nechvalně tím proslul především houf vedený nepříliš majetným hrabětem Emerichem z Leisingenu, který řádil v porýnských městech. Výprava Emerichových křižáků pak skončila na uherské hranici, neboť král Koloman je nechal rozehnat ještě před vstupem do své země. Menší křižácká skupina byla postavena i v českých zemích, pogromy proti Židům tak postihly také Prahu.
Během léta 1096 dorazily oba francouzské chudinské houfy pod hradby Konstantinopole. Byzantské vládě bylo naprosto zřejmé, že tyto skupiny se nejsou schopny postavit seldžuckému vojsku, ale zároveň nemohla dovolit, aby zůstaly před hlavním městem, kde loupily a sužovaly místní obyvatelstvo. Proto měly být přesunuty na maloasijskou půdu, kde byl pro ně poblíž Nikomédie vybudován opevněný tábor, tzv. Kibotos (tzn. schránka, truhlice), křižáky nazývaný Civetot. Tady měli poutníci vyčkat příchodu rytířských vojsk. Především francouzští rytíři, kteří přišli s nimi, však nechtěli čekat a pořádali výpravy do okolí Nikomedie. Jejich obětí se většinou stával majetek křesťanských rolníků i rolníci sami. Postupně se jim podařilo proniknout až před Nikáiu, obsazenou Seldžuky, a získat před jejími hradbami značnou kořist. Tato zpráva vyvolala v křižáckém táboře nadšení. Davy nezkušené chudiny vyrazily navzdory varování opatrnějších předáků k Nikáii. Tady je zastihli a rozprášili Turci. Poté vyplenili kibotos a pobili většinu jeho obyvatel, děti byly prodány do otroctví. Zbylé křesťany, kterým se podařilo zachránit si život, převezli Byzantinci ke Konstantinopoli a ubytovali je tu, ale zbraně jim raději předem odebrali. V té době zahájila v západní Evropě svoji kruciátu šlechta.

## Tažení rytířů

### Papežovy agitace

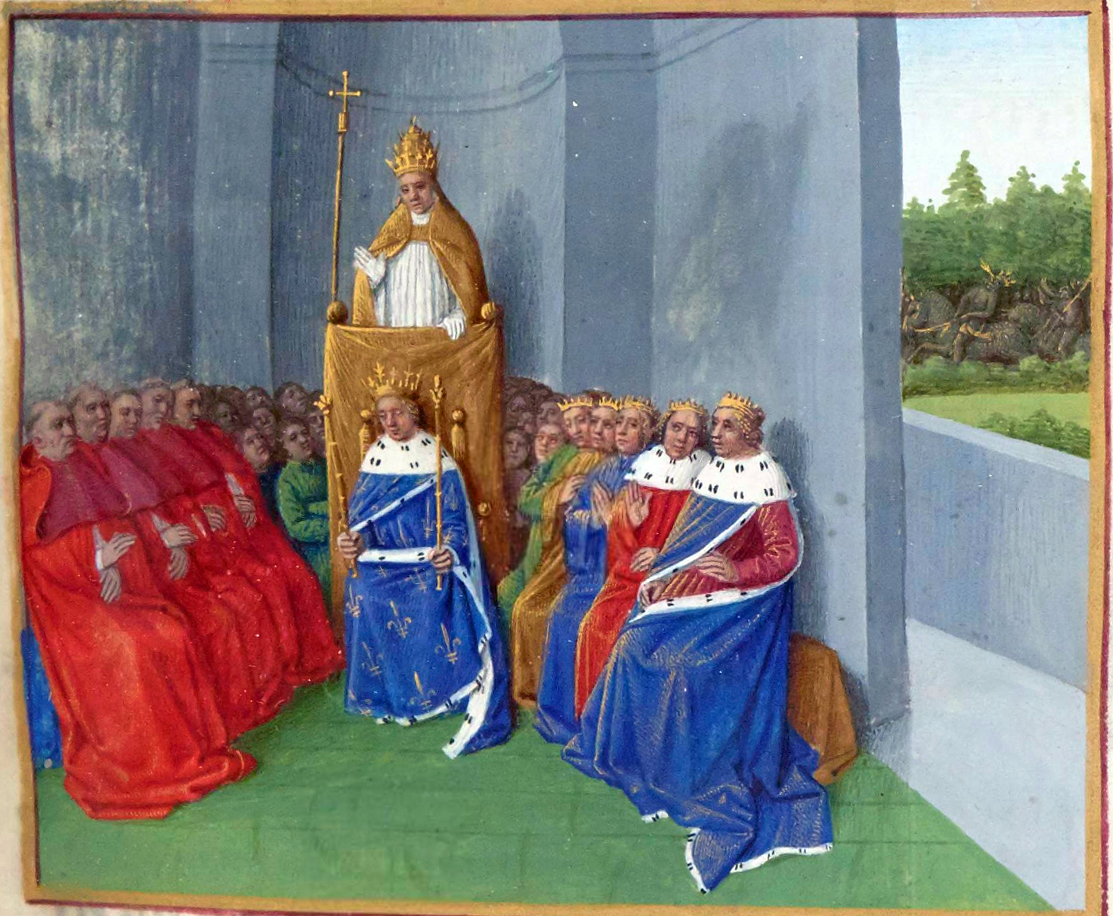
Jean Fouquet: Papež Urban II. propaguje křížovu výpravu, obrázek z 15. století

Jakmile skončil clermontský koncil, vydal se Urban II. na cestu po Francii, která trvala bezmála celý rok. Během ní osobně vyzýval k účasti na tažení do Svaté země a rozesílal dopisy jednotlivým příslušníkům vysoké šlechty. První křížové výpravy se neúčastnil žádný evropský panovník: římsko-německý císař byl s papežem ve stavu nepřátelství, francouzský král Filip I. byl na clermontském koncilu za bigamii exkomunikován, anglický král Vilém Ryšavý se ke křesťanství příliš nehlásil, vládcové skandinávských zemí, které byly v nedávné době christianizovány, byli příliš daleko a španělští králové byli plně zaměstnáni vlastní reconquistou. V Toursu, kam byl sezván další koncil, vystoupil papež v březnu 1096 podobně jako v Clermontu pod širým nebem a promluvil ke shromážděnému davu. Postupně projevili zájem o výpravu významní šlechtici. Vedle předem informovaného a s plánem obeznámeného Raimonda z Toulouse se připojil bratr francouzského krále Filipa I. Hugo z Vermandois. Protože byl Urbanem II. francouzský král vyobcován z církve, byla účast Huga z Vermandois na výpravě důležitým krokem k urovnání vztahů mezi papežem a Francií. Mezi další zájemce o účast na výpravě byl nejstarší syn Viléma Dobyvatele normandský vévoda Robert, dobrý válečník bez státnických kvalit, a flanderský hrabě Robert II. ze severní Francie, jehož otec navázal nadstandardní diplomatické vztahy s Byzantskou říší. Na naléhání své panovačné ženy Adély, sestry Roberta Normandského, která si přála mít ze svého muže slavného válečníka, se váhavě přidal Štěpán, hrabě z Blois a Chartres. Vojsko z Lotrinska vedli bratři z rodu hrabat z Boulogne, dolnolotrinský vévoda Godefroy z Bouillonu, jediný významný vazal římsko-německého císaře, který se k výpravě přihlásil. Jeho bratr Eustach vyrazil jen pro svou politickou prestiž, o výpravu ve skutečnosti vůbec nestál a podřídil se proto Godefroyově velení. Nejmladší Balduin byl zcela nemajetný. Na výpravu se vydal společně s manželkou a dětmi s vidinou vydobytí si vlastní půdy a bohatství. Hodlal se na Blízkém východě usadit. Jihoitalští Normané nechali papežovy výzvy zpočátku bez odezvy, neboť je zaměstnávaly spory mezi syny Roberta Guiscarda. Jakmile se však na normanském území objevili procházející francouzští křižáci, využil jeden z Guiscardových synů, Bohemund z Tarentu, příležitosti vydobýt si v Orientu vlastní zemi a postavil méně početné, zato dobře vycvičené a zkušené vojsko. Následovali ho jeho synovci Tankred a Guillame.

### Cesta do Konstantinopole

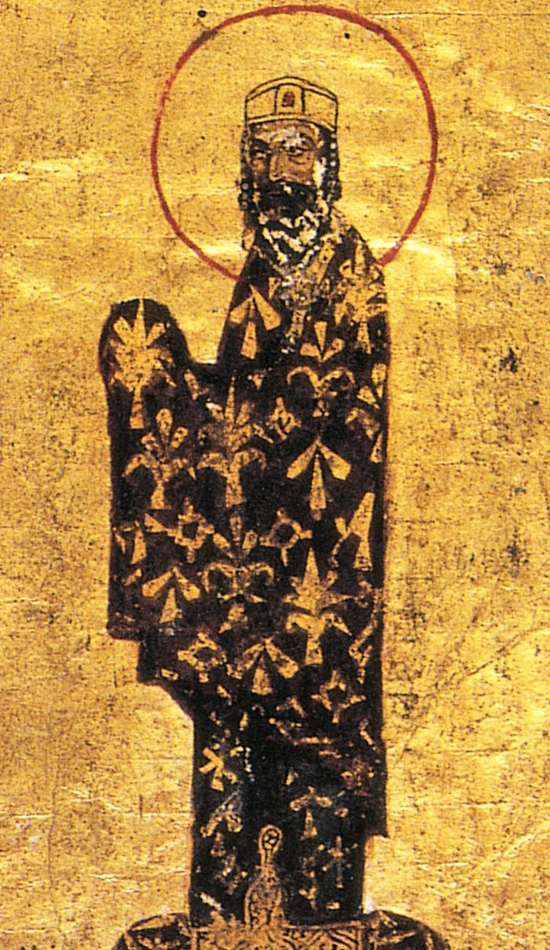
Alexios I. Komnenos, dobová iluminace

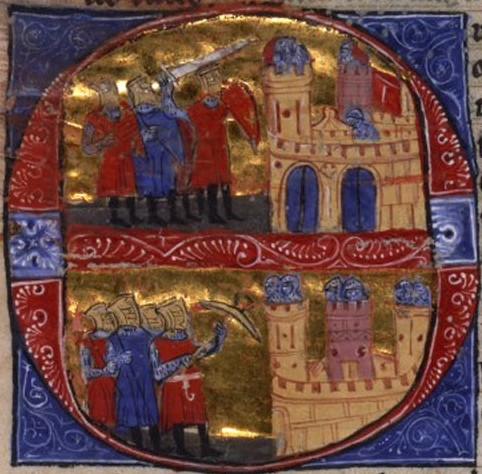
Obléhání města roku 1097, středověká iluminace

Po evropském území táhla křižácká vojska na východ rozdílnými cestami. Armády, které vyzbrojili jednotliví evropští feudálové byly různě početné a hrály se svými veliteli různě důležitou úlohu v nadcházejícím tažení. První vyrazili v srpnu 1096 Francouzi pod velením Huga z Vermandois. Hugovo nepříliš početné vojsko se skládalo z rytířů z jeho panství v severní Francii a kontingentu francouzského krále. Ze všech křižáckých šlechticů byl Hugo z Vermandois ten nejurozenější a podle toho vyžadoval, aby s ním bylo jednáno. Nechal proto poslat do Konstantinopole poselstvo s požadavkem, aby jej císař Alexios náležitě přivítal a jednal s ním, jako se sobě rovným. Hugovy oddíly se vypravily do jihoitalského Bari. Cestou přibral některé zbylé členy křížové výpravy Emericha z Leisingenu a přidala se k němu i skupina italo-normanských rytířů. Počátkem října, kdy Hugo dorazil do Bari a odkud chtěl dále pokračovat na byzantské území, začalo období podzimních bouří.
Uprostřed Jaderského moře křižáky zastihla vichřice, která potopila několik lodí a zbytek zahnala na pobřeží Ilýrie. Křižáci měli velké materiální i lidské ztráty a sám Hugo ztroskotal poblíž svého cíle, přístavu Dyrrhachion, kde ho objevili vyslanci Jana Komnena, byzantského guvernéra Dyrrhachia. Jan Komnenos Huga přijal podle jeho společenského postavení, současně ho však dal pro jistotu nenápadně sledovat. Do Konstantinopole dále Huga doprovodila velmi silná eskorta, což mezi Francouzi vyvolalo dojem, že hrabě Hugo není host, nýbrž vězeň. V Konstantinopoli byl Hugo zahrnut císařovou přízní i dary, ale i tak zůstal Hugo pod dohledem Byzantinců. V březnu 1097 byla Hugova armáda dopravena na asijskou pevninu, k Nikomédii.
Hugova armáda byla první ze všech, které měly do Konstantinopole přijít. Císaři bylo zřejmé, že křižáci nepřišli jako poslušní žoldnéři bojovat za Byzanc.
| „              | ...Obával se jejich příchodu, protože znal jejich neodolatelné nadšení, jejich nestálou a vrtkavou povahu a rovněž všechno, co je vlastní keltskému temperamentu se všemi důsledky. Věděl, že stále obdivují s otevřenými ústy bohatství a že při prvé příležitosti bez skrupulí porušují své smlouvy... | “ |
| — Anna Komnéna | |   |

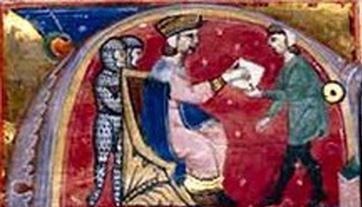
Hugo z Vermadois skládá vazalský slib, středověká iluminace

Ostatně o ničem takovém se Urban II. ve svých výzvách nezmiňoval. Alexius byl ochoten akceptovat, že křižáci získají na východě vlastní panství, ovšem za předpokladu, že Byzanci budou navrácena území dobytá Seldžuky a křižácké državy se stanou byzantskými lény, která budou říši chránit před náporem nevěřících. To si chtěl zajistit v poměrech západní Evropy obvyklým lenním slibem. Hugo z Vermandois pokládal císařův požadavek za rozumný a přísahu složil.
Jako druzí se 15. srpna 1096 vydali na cestu lotrinští bratři Godefroy, Balduin a Eustach, jejich bratranec Balduin Le Bourg a s nimi 1000 dalších rytířů a 7 000 pěších ozbrojenců. Protože byl Godefroy stále leníkem římsko-německého císaře, výprava táhla po souši přes Svatou říši římskou do Uherska podobně, jako lidové křížové výpravy před ním. Stejně jako ony, i Godefroy vydíral lotrinské a německé Židy, aby z nich získal finanční prostředky pro výpravu, ačkoliv Godefroy nikdy nezašel až k pogromům, které praktikoval Emerich z Leisingenu a jemu podobní. Když výprava dorazila na uherské hranice, setkal se Godefroy osobně s králem Kolomanem, který byl po předchozích zkušenostech s křižáky velmi obezřetný. Kolomana uklidnilo, že Godefroy požadoval jen potřebné věci k tažení a že byl ochoten za všechno zaplatit, přesto si Koloman vyžádal Godefroyova bratra Balduina i s jeho rodinou jako rukojmí a Godefroy se zaručil, že jeho přechod Uherska proběhne v klidu. Lotrinčani skutečně přešli bez incidentů Kolomanovu říši. Překročili Sávu na byzantskou stranu, kde je již čekali byzantští průvodci, kteří výpravu v prosinci dovedli k městu Selymbria na březích Marmarského moře, 65 kilometrů západně od Konstantinopole.

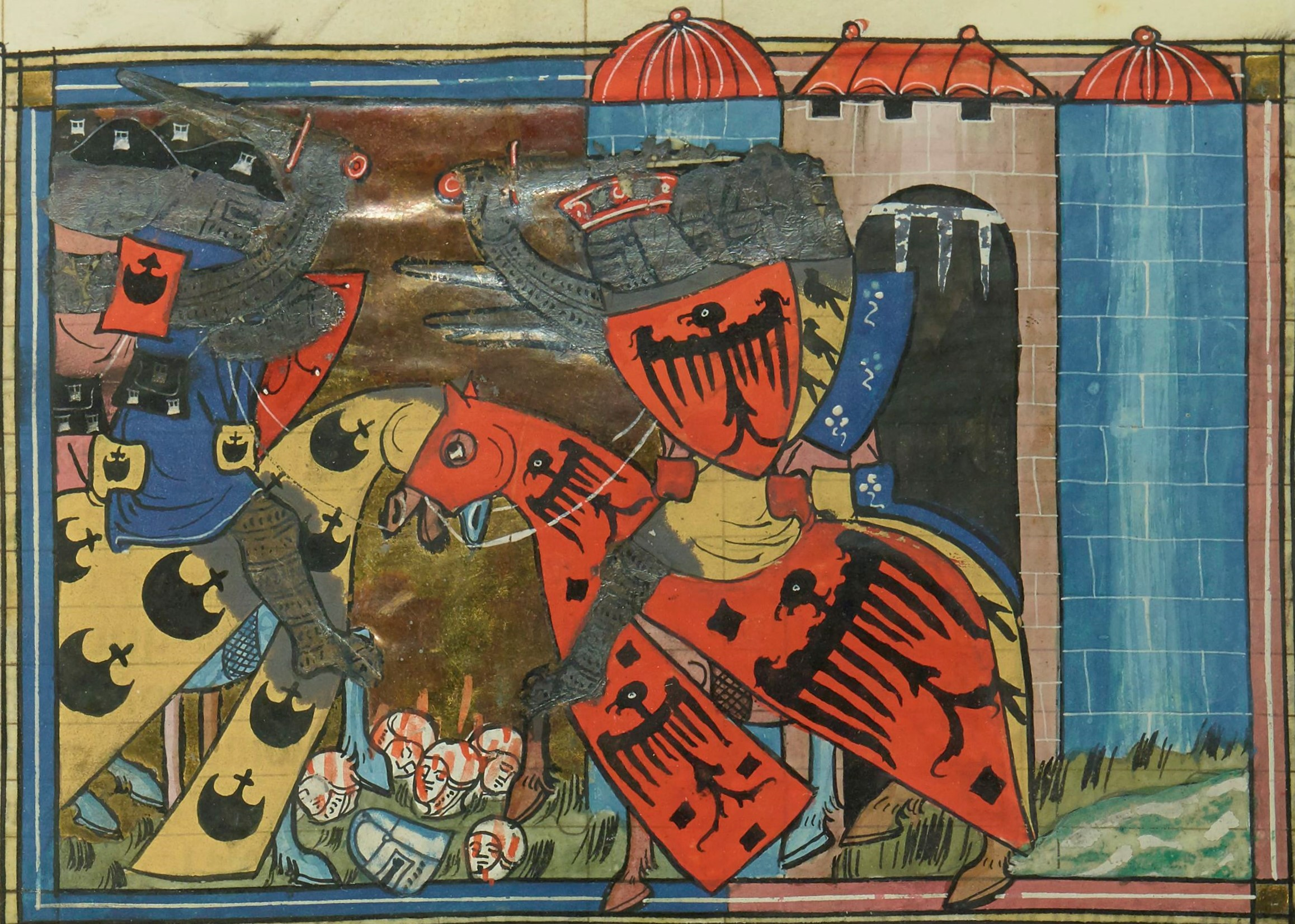
Střet mezi křižáky a císařem u Konstantinopole, iluminace ze 14. století

Tady se mezi křižáky rozšířily pověsti o hraběti z Vermandois, který měl být uvězněn v Konstantinopoli. Lotrinčané proto jako odvetu začali plenit v okolí Selymbie. Když však císař Alexios poslal Godefroyovi stížnosti, Godefroy obnovil ve vojsku pořádek. Také Godefroye a jeho bratry chtěl Alexios přimět ke složení přísahy, jako již složil Hugo z Vermandois. Godefroy však odmítl s odůvodněním, že již přísahu složil římsko-německému císaři Jindřichovi. Godefroye se pokusil ke složení přísahy přesvědčit i Hugo z Vermandois, který osobně přišel do lotrinského ležení, leč marně. Vyjednávání vázlo a Alexia tlačil čas. Ze západu se blížila vojska ostatních křižáckých velmožů a bylo důležité, aby Lotrinčané přísahali Alexiovi věrnost dříve, než ostatní dorazí. Po Vánocích se Alexios odhodlal k radikálnímu kroku a Lotrinčanům přerušil zásobování. Křižáci na to, vedení Balduinem z Boulogne, reagovali loupením a drancováním na konstantinopolských předměstích a císař Alexios ustoupil a dodávky obnovil. Před Velikonocemi Alexios znovu omezil zásobování, křižáci obnovili plenění a Balduin dokonce přesvědčil Godefroye k útoku na Konstantinopol. Křižáci se seskupili a na zelený čtvrtek zaútočili na městskou bránu pod palácem Blachernae. Byzantinci byli dokonale překvapeni, brány však útoku odolaly. Alexios poté přešel do protiútoku a křižáky rozehnal. Godefroy si posléze uvědomil, že další roztržka s byzantským vojskem by mohla znamenat pohromu a rozhodl se změnit svůj názor a Alexiovi lenní přísahu složit. Slavnostní přísaha se odehrála na velikonoční neděli roku 1097. Godefroy, jeho bratři a další významní feudálové byli královsky přijati a císař je na znamení smíru pozdravil polibkem jako adoptivní syny.
| „              | ...obsah byl ten, že všechna města, území a pevnosti, kterých by se zmocnili a které předtím náležely říši Romájů, mají být odevzdány nejvyššímu úředníku, kterého k tomu účelu vyšle císař... | “ |
| — Anna Komnéna | |   |

Přísaha však nebyla slibem manské věrnosti, kdy se Godefroy stane císařovým sluhou vystaveným Alexiově vůli, nýbrž spíše smlouvou mezi suverénními mocnostmi. Poté byli Lotrinčané Alexiem zahrnuti dary a radami a vzápětí na byzantských lodích přesunuti na asijskou pevninu do tábora u Nikomedie, kde již dlel se svou armádou Hugo z Vermandois.

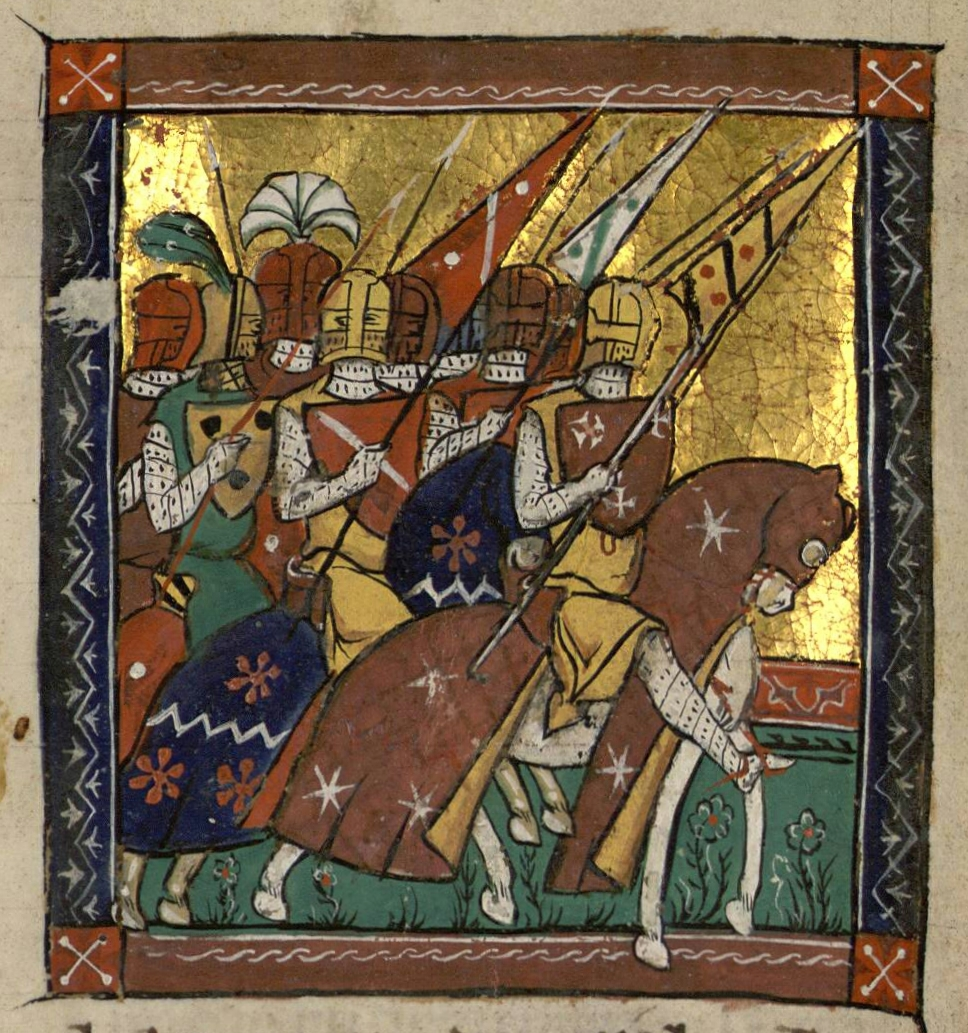
Godefroy z Bouillonu vede svou armádu na křížovou výpravu
Historia rerum in partibus transmarinis gestarum (13. století)

V říjnu 1096 se v italských přístavech Brindisi, Otranto a Bari nalodila výprava jihoitalských Normanů, čítající na 500 rytířů a 3 500 pěších bojovníků, vedená knížetem Bohemundem z Tarentu. Tato výprava byla sice menší, než lotrinská, byla však lépe vyzbrojená a zkušenější a Bohemund byl vynikající vojevůdce, který měl zkušenosti jak s bojem se Saracény, tak s Byzantinci a právě jeho účast na výpravě vyvolala v císaři Alexiovi největší obavy.
| „              | ...měl obratného ducha, byl vychytralý a při všech příležitostech pln vytáček. Jeho slova byla dobře vypočítána a jeho odpovědi vždycky dvojznačné... | “ |
| — Anna Komnéna | |   |

Bohemund křížovou výpravu chápal především jako vojenský podnik s možností vydobytí si vlastního panství na východě. Po krátké plavbě se vylodil v Epiru, bez byzantských průvodců protáhl severním Řeckem a před velikonočním svátky dorazil ke Konstantinopoli. Cestou Normané vyplenili město Kastoria, či města obývaná příslušníky křesťanské sekty manichejců a v půli února se střetli s císařskými žoldnéři z pohanského kmene Pečeněhů. V dubnu 1096 byl Bohemund okázale přivítán v Konstantinopoli a druhý den bez odporu složil Alexiovi požadovanou přísahu. Doufal však, že svou spoluprací získá Alexiovu podporu a titul řecký domestikos tes anatoles a s ním jmenování vrchním velitelem výpravy, čímž by se výprava stala nástrojem pro jeho vlastní dobyvačné plány. Alexios však jeho záměr prohlédl a diplomaticky mu velení nepředal a Bohemund za svou přísahu nezískal nic. Jeho prudký synovec Tankred a někteří další normanští velmoži přísahat odmítli a dali se přepravit k Nikomedii na vlastní pěst. Císař Bohemunda bohatě obdaroval, jako všechny ostatní vůdce, kteří mu věrnost odpřisáhli, a v dubnu 1097 již byl Bohemund i se svými jednotkami v Anatolii.

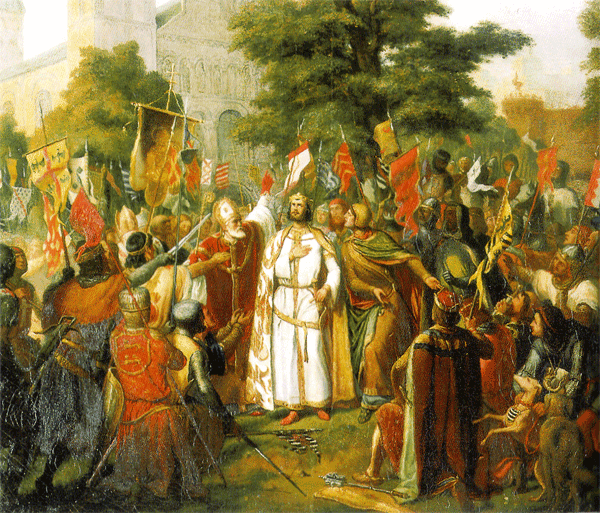
Raimond z Toulouse a biskup Adhémar z Le Puy (červená postava po Raimondově pravici) odcházejí na křížovou výpravu, romantický portrét z 19. století

Vojsko z jižní Francie vyrazilo až v říjnu 1096, jeho vůdcem byli Raimond de Saint-Gilles, hrabě z Toulouse a markýz provensálský, a papežský legát Adhémar z Le Puy, který pocházel z Provence a byl proto Raimondovým poddaným. Raimond byl jedním z nejmocnějších feudálů ve Francii, leníkem jak francouzského krále, tak římsko-německého císaře a měl zkušenosti s bojem s Maury na Pyrenejském poloostrově. Pro nadcházející tažení rozprodal většinu svého majetku, čímž dal také jasně najevo, že se ve Svaté zemi hodlá usadit. Jeho armáda se skládala 1 200 rytířů a 8 500 pěších, což jeho výpravu činilo největší ze všech křižáckých kontingentů. Provensálci táhli severní Itálii a Dalmácií při jaderském pobřeží. Ukázalo se to jako špatné rozhodnutí, neboť cesty byly neschůdné a místní Slované neustále křižáky přepadali. Po čtyřiceti dnech těžkého putování křižáci dorazili do Dyrrhachia, odkud je doprovod Pečeněhů měl doprovodit do Konstantinopole. Mezi křižáky a jejich doprovodem docházelo ke střetům a cestou se plundrovalo, zranění utrpěl i biskup Adhémar, což provensálské poutníky velmi pobouřilo. Raimond spěchal do hlavního města Byzance, protože se doslechl, že Bohemund usiluje o získání vrchního velení nad výpravou, což hrabě nehodlal akceptovat. Raimond odmítal císaři přísahat, pokud by to znamenalo, že Bohemund z Tarentu bude jeho nadřízeným. Až po týdnu přemlouvání se nechal přesvědčit a koncem dubna byli Provensálci přeplaveni do Nikomedie.

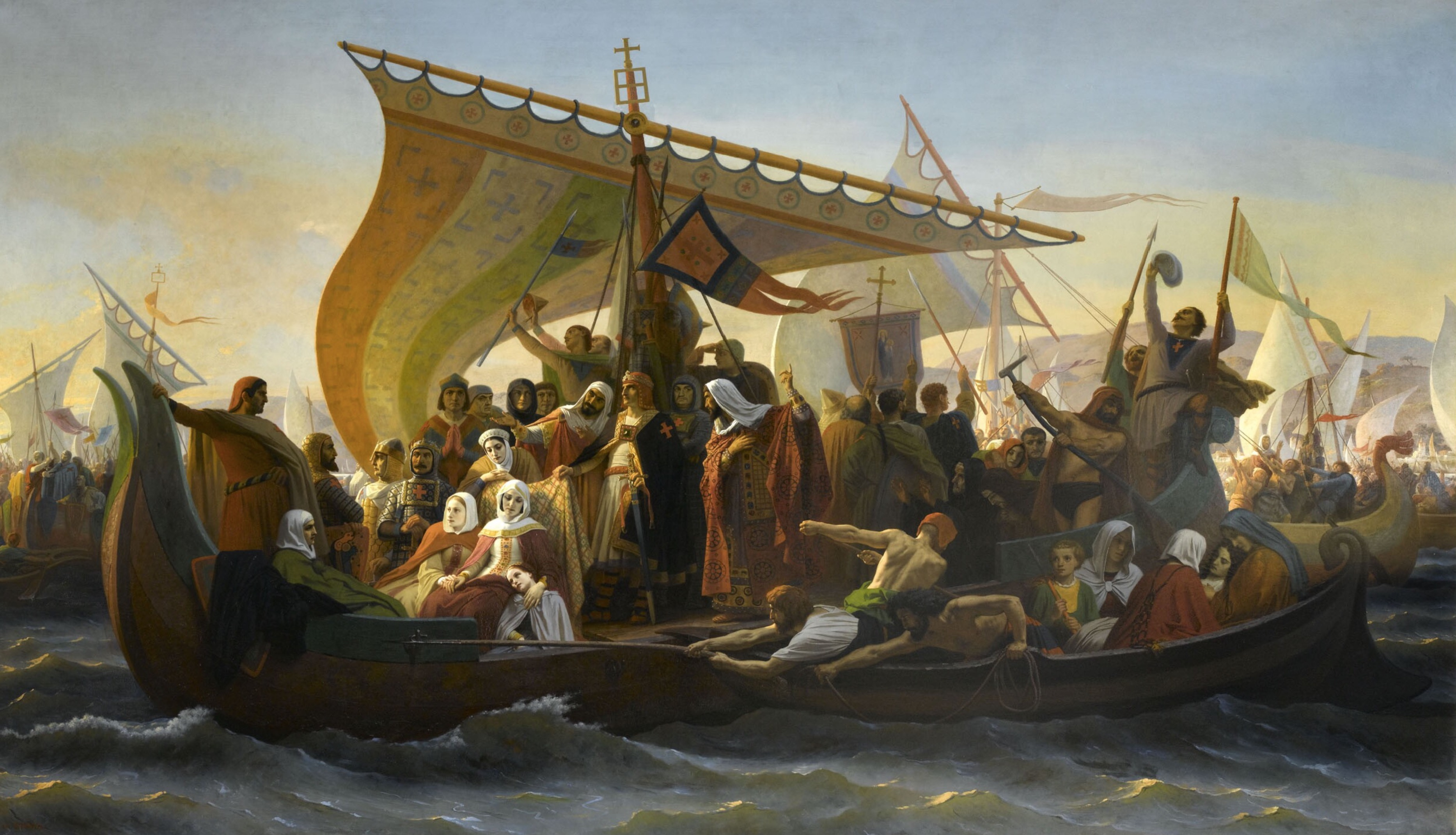
Křižáci na řeckých lodích se přeplavují přes Bospor, romantický portrét z 19. století

Jako poslední vyrazily skupiny z Flander, Normandie a Blois, vedené Robertem Flanderským, Robertem Normandským a Štěpánem z Blois. Každá v těchto výprav čítala asi 10 000 účastníků, vojáků, rytířů a poutníků. Štěpán a oba Robertové táhli většinou společně přes Itálii. V Lucce se křižáci setali s papežem Urbanem II., který od křižáků požadoval pomoc při znovudobytí Říma, obsazeného německými vojsky, což však křižáci odmítli. V Apulii byli Normani a Francouzi přivítáni jihoitalskými Normany, kteří normandského vévodu stále považovali za svého nejvyššího vůdce. Robert Normandský se Štěpánem z Blois se proto rozhodli s armádou přezimovat u svých normanských hostitelů, zatímco Robert Flanderský se již v prosinci 1096 nalodil v Bari a krátce po Bohemundovi z Tarentu dorazil do Konstantinopole. Protože Flandry měli s Byzancí velmi dobré vztahy, neváhal Robert Alexiovi složit přísahu. Na jaře 1097 se v Brindisi nalodili Štěpán a Robert, aby se nechali přepravit do Dyrrhachia. Během naloďování se ale potopilo několik lodí, vojsko také dlouhým čekáním v Itálii mělo špatnou morálku a trpělo dezercemi. Do Konstantinopole se dostali až v květnu 1097. Štěpán i Robert Normandský složili bez odporu přísahu a byli rovněž přepraveni do Anatolie, kde již ostatní křižáci, spolu s byzantským vojskem, napadli Nikaiu, mocné řecké město v tureckých rukách. Křižácká armáda celkem čítala na 100 000 účastníků, vojáků, rytířů i civilistů. Armáda, jejíž velikost Řekům v Konstantinopoli imponovala, představovala největší sílu, jakou Evropa postavila od pádu Západořímské říše.

### Nikaia a cesta Anatolií
Na přelomu dubna a května vyrazili Godefroy a Bohemund jako předvoj na turecké území. Spolu s nimi postupovala byzantská žoldnéřská armáda pod velením primikeria (vrchní velitel byzantských vojsk) Tatikia a admirála Manuela Butumita. Nikája byla silným seldžuckým opěrným bodem se silnou posádkou, kontrolující hlavní trasu do střední Anatolie, proto ji křižáci nemohli obejít a nechat si ji v zádech. Křižácké vojsko bylo největší armádou, jakou kdy Evropané postavili od pádu Západořímské říše. 6. května křižáci dorazili k městu. Bylo příliš dobře opevněné, aby mohli křižáci přejít do frontálního útoku, museli se proto uchýlit k obléhání. Křižáci neměli nejvyššího velitele, velení zajišťovala válečná rada složená z vůdců jednotlivých křižáckých kontingentů.
| „                              | ...Nikáju obklopují podivuhodné hradby s více než třemi sty vysokými věžemi. Zde jsme našli odvážné turecké vojáky a bezpočetné oddíly boží... | “ |
| — Štěpán z Blois (dopis Adéle) | |   |

Sultán Kilič Arslan byl v té době na východě své říše, kde se schylovalo k válce mezi ním a danišmendovskými Turky. Když se dozvěděl, že křižáci přepluli Bospor, jen nad tím mávl rukou, protože po zkušenostech s Petrem Poustevníkem a jeho poutníky neměl o křižácích valného mínění. Čím dál více však od Nikáje přijížděli poslové s naléhavými žádostmi, aby se okamžitě vrátil. Kilič Arslan tedy uzavřel klid zbraní s Danišmendovci a vrátil se na západ, aby se Nikaiu pokusil osvobodit. 21. května sultán zaútočil na křižácké pozice u jižního úseku hradeb, kde tábořili Provensálci Raimona z Toulouse. Turci se museli s křižáky utkat v boji zblízka, což byl styl, který jim nevyhovoval. Turci po prvním náporu nemohli prorazit a Provensálcům po čase začaly proudit posily z jiných částí tábora. Po celodenní bitvě sultán boj přerušil a ustoupil do vnitrozemí. Křižáci měli těžké ztráty, mimo jiné hraběte z Gentu, který se tak stal prvním významným šlechticem, položil život na křížové výpravě, ale vítězství nad Turky naplnilo křižáky velkým sebevědomím.

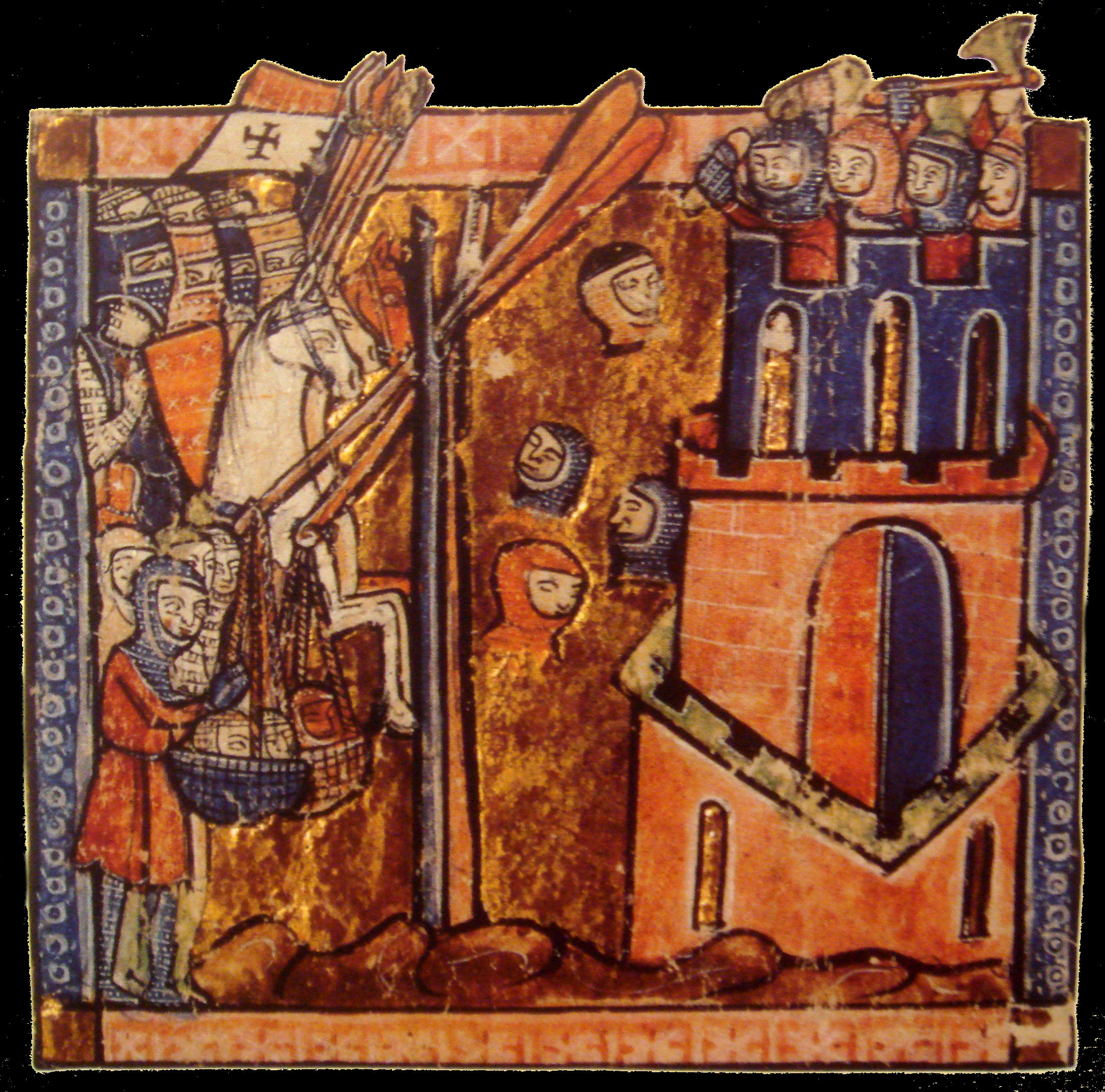
Obléháni Nikáii, středověká iluminace

V polovině června se turecká posádka v Nikáii vzdala Byzantincům, kteří pak turecké obránce za výkupné propustili. To popudilo křižácké velitele, kteří měli o svaté válce s nevěřícími jinou představu. Nicméně i křižáci získali od císaře bohatou kořist a především se jim otevřela cesta do nitra Malé Asie. Týden po kapitulaci Nikaie se křižáci vydali na východ. Armáda se rozdělila do dvou skupin; Normané, Vlámové a Severofrancouzi vedení Bohemundem z Tarentu vyrazili první a s denním odstupem je následovali Jihofrancouzi Raimonda z Toulouse a Lotrinčané Godefroye a jeho bratrů. Jak Raimond tak Bohemund si dělali nároky na vrchní velení a rozdělení vojska byl dobrý způsob, jak utišit napětí mezi nimi. 30. června 1097 byla první skupina přepadena vojskem, které mezitím nanovo shromáždil Kilič Arslan, posílené o sbory danišmendovských Turků, se kterými Kilič Arslan uzavřel spojenectví, u městečka Dorylaion. Evropané byli v otevřené bitvě zpočátku překvapeni velkou pohyblivostí tureckých bojovníků, kteří je za plné jízdy zasypali obrovským množstvím šípů. Velitelskou iniciativu převzal Bohemund z Tarentu, jehož Normani ze Sicílie jako jediní tento styl boje znali. Bohemund rytířům přikázal zůstat na místě a krýt se, ale asi čtyřicet rytířů ho neposlechlo a vyrazilo vpřed, vzápětí však byli do jednoho postříleni, mezi nimi i Bohemundův mladší synovec Guillaume. Později odpoledne dorazily křižákům posily z druhé skupiny, křižáci přešli do protiútoku a Kilič Arslanovu armádu obrátili na útěk.
Křižáci táhli dále Anatolií, ve vojsku propukaly nemoci a ve vyprahlé anatolské pustině bylo obtížné sehnat dostatek potravin i vody, navíc propukaly rozepře mezi západními křižáky a Byzantinci. Křižáci obsadili opuštěné město Iconium, zatímco jeho obyvatelé před křižáky prchli do hor. Přes mnohé mrtvé si křižáci udržovali velmi vysokou morálku. Věřili, že duše padlých putují přímo do ráje, jak slíbil papež Urban. U Herakley asi 130 kilometrů východně od Iconia, se křižáci znovu střetli s Kilič Arslanem, ale bitva byla velmi krátká a sultán poté, co Bohemund z Tarentu přešel s rytíři do útoku, rychle ustoupil. Křižáci následně museli přejít pohoří Antitaurus:
| „                 | Pronikli jsme do ďábelských hor, tak vysokých a sevřených, že se stezkou na jejich srázech neodvažoval předejít jeden druhého; koně padali do roklí a po každém výstupu následoval nový. Rytíři na všech stranách dávali najevo zoufalství, bušili do sebe smutkem i bolestí, přičemž se ptali, co si počít sami se sebou i se svou výzbrojí. Prodávali svoje štíty a své dobré hauberky i s přilbami za cenu tří až pěti denárů, za cokoliv. Ti, kteří to nedokázali prodat, to odhazovali jen tak, daleko od sebe, a pokračovali v cestě. | “ |
| — Gesta Francorum | |   |

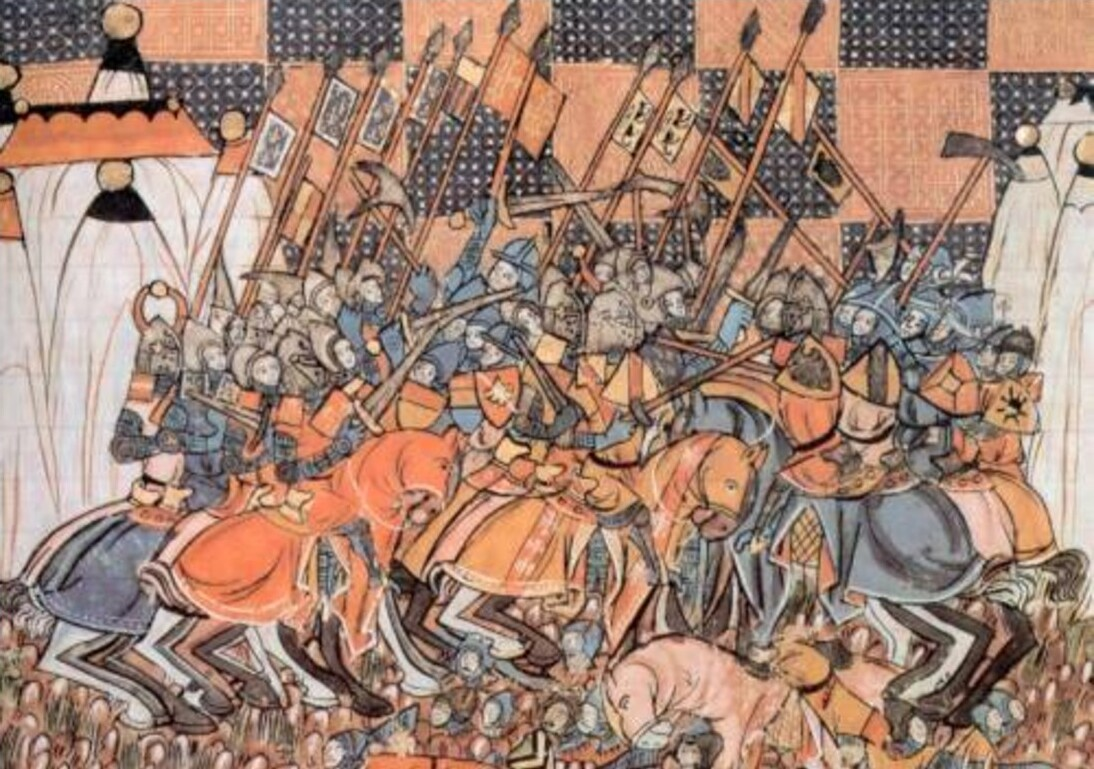
Bitva u Dorylaia, středověká miniatura Viléma z Tyru

Křižáci dále táhli po syrském pobřeží Středozemního moře. Po celou dobu byli vystaveni nejen neustálé hrozbě vojenských útoků, ale také úmornému vedru, na jaké nebyli v Evropě zvyklí, trpěli žízní i hladem. Neměli kam ustoupit, protože byli obklopeni nepřáteli, a nemohli čekat příchod čerstvých posil. To bylo nepochybně jednou z hlavních příčin jejich výjimečné statečnosti. Na druhé straně je třeba brát v úvahu, že muslimové ve východním Středomoří nebyli jednotní. Rozděloval je především mocenský zápas sunnitských Seldžuků s šíitskými Fátimovci a soupeření jednotlivých tureckých vládců. Pokud byla maloasijská Anatolie pouze okrajovým územím turecké zájmové sféry, o ovládnutí Sýrie a Palestiny usilovali Seldžukové i Fátimovci, jejichž vojska dobyla roku 1095 nazpět Jeruzalém a jižní oblasti Sýrie. Hlavními nepřáteli křižáků se stali Turci. Proto začala fátimovská diplomacie uvažovat o možném spojenectví s křižáckými vojsky proti Seldžukům a nabídla jim rozdělení území –Sýrie měla připadnout křižákům, Palestina pod nadvládu Egypta. Vycházela přitom z mylného předpokladu, že císař Alexios I. je podobné dohodě nakloněn a křižáci přicházejí v jeho službách. Křesťanští bojovníci se však vypravili do dalekých krajů proto, aby osvobodili Svatou zemi z rukou nevěřících, a to, zda ji drží bojovnější sunnitští Turci nebo tolerantnější šíitští Arabové pro ně nehrálo žádnou roli.

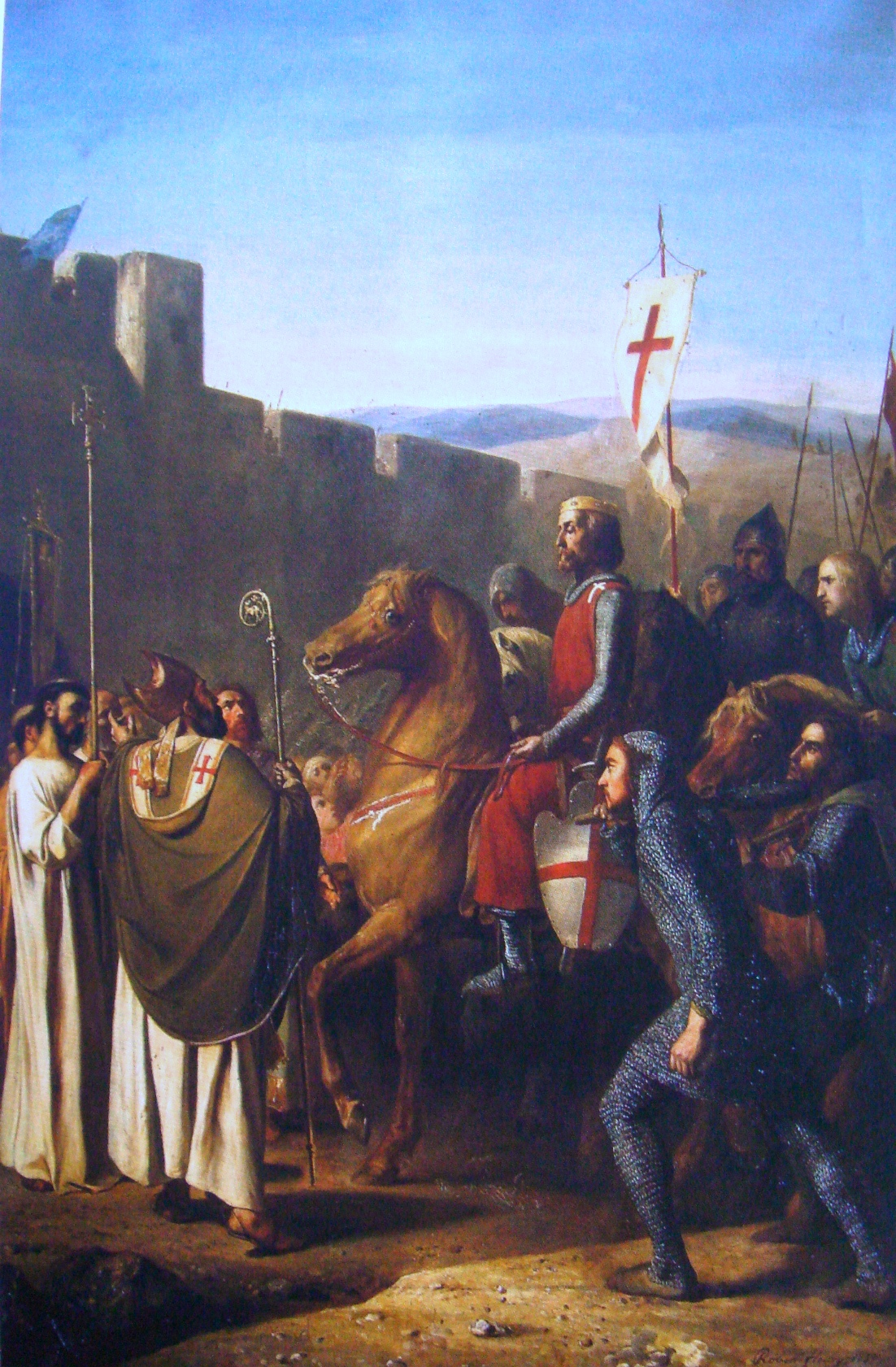
Joseph-Nicolas Robert-Fleury: Balduin z Boulogne triumfálně vstupuje do Edessy

Nezměrné úsilí, které křižáci vyvinuli během namáhavého tažení Anatolií, bylo v roce 1098 korunováno prvními úspěchy. Během jarních měsíců se Balduin z Boulogne, jehož bojovníci se odloučili od hlavního vojska, zmocnil vlády v Edesse. Město bylo jedním z významných center oblasti na horním Eufratu obývané monofyzitskými Armény, kteří v polovině 11. století prchali ze své vlasti před rozšiřující se mocí Seldžuků, jež je nakonec dostihla i tady. Na křižáky pohlíželi jako na své osvoboditele a v maloasijské Kilíkii dokonce využili jejich tažení k vybudování vlastního samostatného státu, království zvaného Malá Arménie. Edessa se sesazením byzantského vládce Thora dostala přímo pod vládu křižáků.
| „                 | ...poté co se hrabě vrátil do Edessy, našli se zrádci, špatní zrádci, kteří se s ním spikli, aby zahubili Thora... | “ |
| — Matouš z Edessy | |   |

Balduin přijal titul hraběte z Edessy a začal si –bez ohledu na lenní přísahu císaři –počínat jako suverénní vládce. Tak byl založen první z křižáckých států. Bylo typické, že v jeho čele stanul potomek významného šlechtického rodu, jenž byl druhorozeným synem, a proto doma neměl vyhlídky získat větší podíl z rodinného dědictví.

### Antiochie

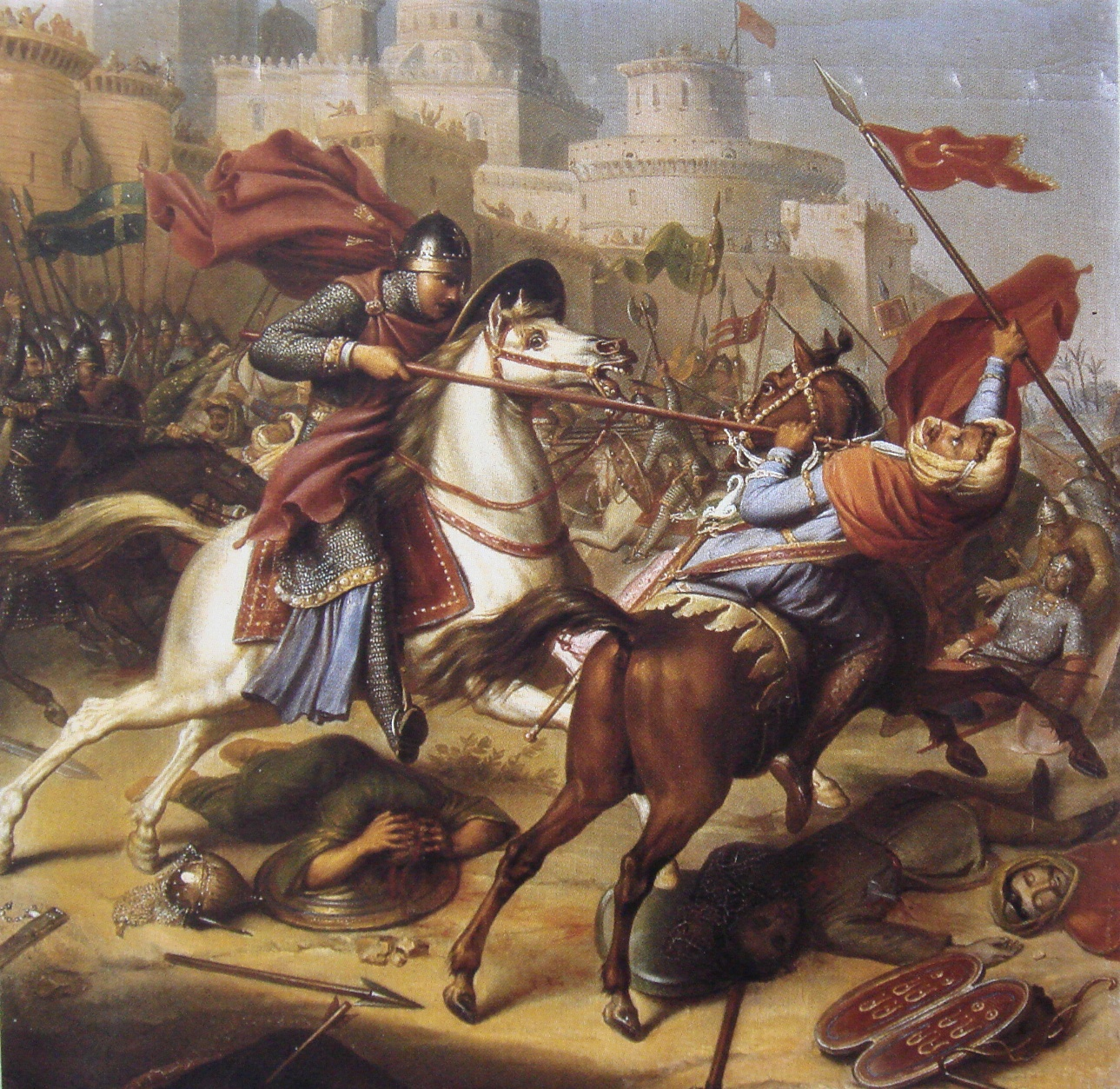
Jean-Joseph Dassy: Robert II. Normandský v boji se saracénem během obléhání Antiochie

Hlavní křižácké vojsko obléhalo od 20. října 1097 syrskou Antiochii, kdysi třetí nejvýznamnější město starověkého Říma a mohutnou pevnost jejíž dobré udržované opevnění pocházelo z dob císaře Justiniána I. a kde od roku 1085 vládli Seldžukové. Většina řeckých a arménských obyvatel zůstala křesťany (hlásili se k ortodoxnímu vyznání a k monofysitismu) a byla Turky tolerována.

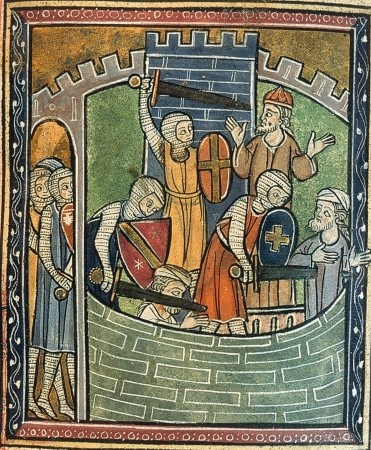
Vraždění v Antiochii, středověká iluminace

Obléhání Antiochie se vleklo osm měsíců a v křižáckém vojsku se začala šířit poraženecká nálada a klesat morálka. Západní rytíři marně očekávali příchod byzantských oddílů nebo alespoň přísun potravin, které bylo velmi obtížné získat v okolí města. Obleženým přišly na pomoc posily od vládců z Damašku a Aleppa a nakonec osobně přitáhl v čele početného vojska obávaný mosulský atabeg Körbugha. Situaci komplikovaly spory křižáckých velitelů o to, komu Antiochie napříště připadne. Většina z nich odmítala nároky Alexia I. na navrácení dobytého území Byzanci, neboť ho vinila kvůli neposkytnutí pomoci ze zrady. Největší ambice na vládu v bohatém městě měl Bohemund z Tarentu, jeho protivníkem se stal především Raimond z Toulouse, který z tohoto důvodu hájil jako jeden z mála císařova práva s nadějí, že by se mohl stát zdejším byzantským místodržícím. Bohemundova autorita vzrostla poté, co se vyznamenal jako schopný stratég v bitvě s Körbugovými vojáky, kterým vnutil západní způsob boje a tvrdě je porazil. Poté se mu obránci antiochijské pevnosti vzdali.
| „        | ...všechna náměstí tohoto města byla naplněna tolika mrtvolami, že nikdo tam nemohl pobývat kvůli zápachu. Nebylo možno procházeti po ulicích, jenom po mrtvolách.... | “ |
| — anonym | |   |

Antiochie se stala kořistí křižáků a Bohemund o něco později jejím suverénním vládcem s titulem kníže. Raimond z Toulouse poté vyhověl požadavku řadových bojovníků a poutníků a vyrazil na další cestu do Jeruzaléma.

### Cesta, dobytí Jeruzaléma a vznik křižáckých států

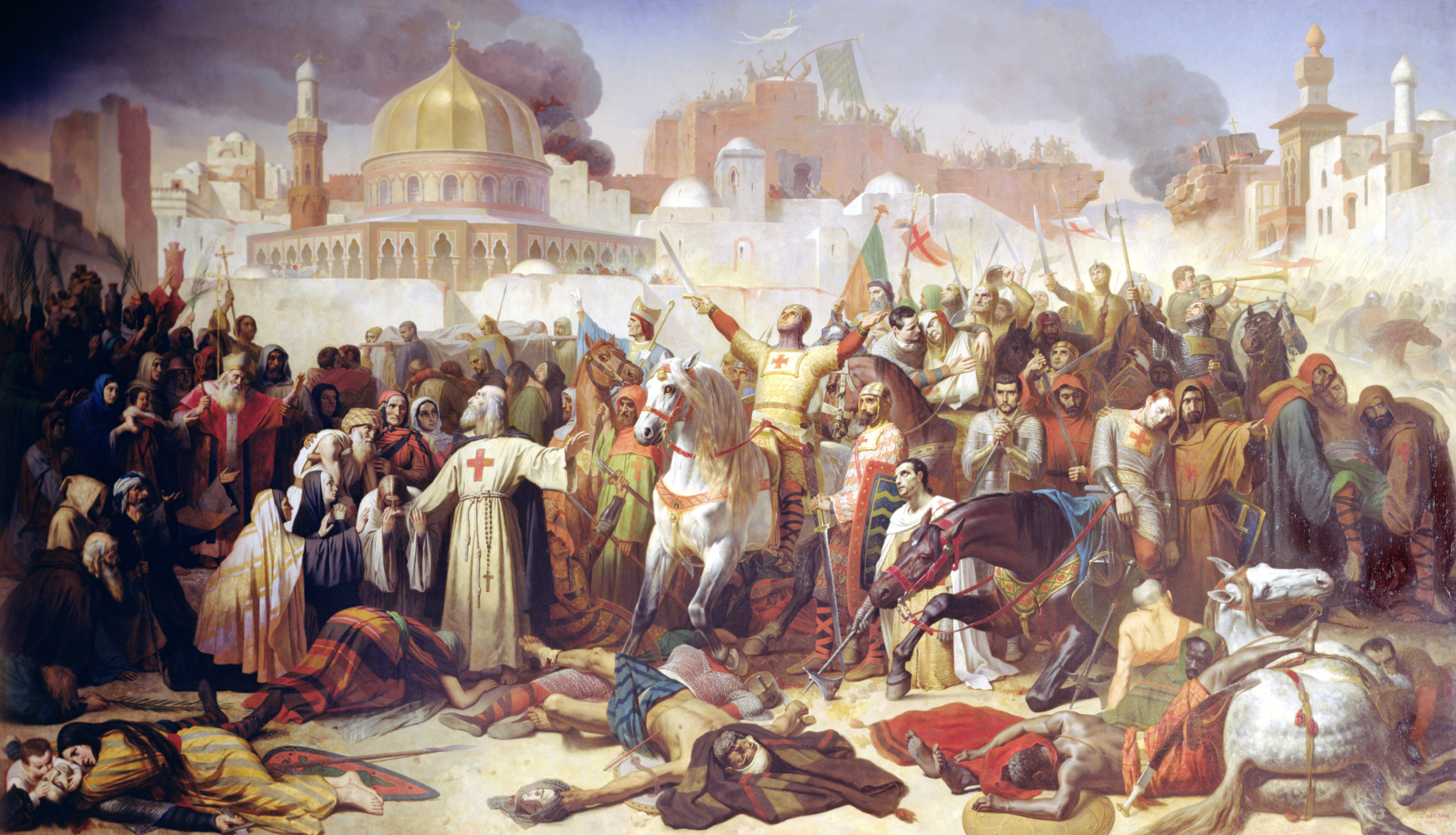
Obsazení Jeruzaléma křižáky, Émile Signol

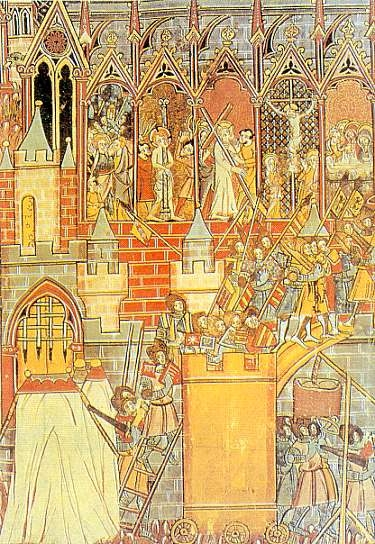
Křižáci dobývají Jeruzalém, středověký iluminovaný obrázek

I když nedošlo k jasné dohodě o tom, kdo bude velet dalšímu tažení, rozhodující osobností pro několik příštích měsíců se stal hrabě Raimond. Spolu s ním vyrazil na jih také Robert z Normandie, pak Tankred s italskými Normany a po několika týdnech následovali Godefroy a Robert Flanderský. U města Kafarját proběhlo jednání se zástupci drobných arabských emírů z nichž významní byli zejména emírové ve městech Šajzar a Tripolis.
V otázce, zda postupovat dále vnitrozemím nebo přejít k pobřeží se názory velitelů rozdělily. Tankred byl proti tažení podél moře a namítal, že tam leží příliš mnoho pevností, které by bylo třeba dobývat, takže by se útok na Jeruzalém značně oddálil. Hrabě Raimond odporoval, že pevnosti většinou nebude třeba dobývat, podaří-li se navázat dobré vztahy s arabskými emíry. Navíc na pobřeží byla krajina bohatší a tudíž naděje na lepší zásobování.
Křižácká vojska táhla tedy po syrském pobřeží Středozemního moře, kde se zmocnili dobře zásobované pevnosti Hisn al-Akrád. Na tomto místě později vybudovali Crac de Chevaliers. Syrské pobřeží bylo opravdu většinou v rukou arabských emírů, kteří ale byli velmi nejednotní. Arabové nechtěli měřit síly s novým nepřítelem a vykupovali si jeho neutralitu bohatými dary. Po úspěšném jednání s emírem z Hamá se dohodli také s emírem v Tripolisu. Křižáci, kteří viděli bohatost zdejších končin se rozhodli, že vojsko zároveň oblehne město Arku a zaútočí na přístav Tortosu, který byl nejlepším přístavem mezi Latakií a Palestinou. Tortosu dobyli velmi snadno. Přístav měl jen slabou posádku, která před Provensálci utekla. Obsazením Tortosy získali křižáci přístav klíčového významu pro spojení s Kyprem, Antiochií i Evropou.
Další tažení proběhlo již v rychlém tempu a bez vážnějších komplikací. S Bejrútem byla uzavřena dohoda, že křižáci nezničí okolí města, jestliže dostanou od emíra výkupné. Podobně se vykoupila i Akkra či Akkon. Před Cesareou oslavili křižáci svatodušní svátky a pak se obrátili do vnitrozemí ke městě Ramla. Obyvatelé uprchli a křižáci vtáhli do města, kde založili další latinské biskupství. A zde se vůdcové výpravy sešli k poslední poradě před útokem na Jeruzalém.
Po dvou letech křižáci konečně stanuli před hradbami Jeruzaléma. V horkém červnovém počasí a při nedostatku potravin a čerstvé vody zamítli velitelé možnost dlouhodobého obléhání města a rozhodli se pro přímý útok. Dne 15. července 1099 po krátkém obléhání Jeruzalém padl. Boží hrob se dostal zpět do rukou křesťanů. Dobytý Jeruzalém byl křižákům vydán v plen, zajatci se přitom stali obětí masakru. Podle zpráv, které zanechali křesťanští i arabští kronikáři, kradli, zabíjeli a dopouštěli se strašlivých zvěrstev.
| „                     | ...kdybyste tam bývali byli, brodili byste se po kotníky v krvi zavražděných...Ani jediný nezůstal naživu. Ba ani žen a děti nešetřili... Viděli byste něco úžasného, když naši panošové a chudší pěšáci prohlédli chytrost Saracénů a mrtvé je párali, aby jim z vnitřností vybrali peníze, byzantiny, které zaživa spolykali ohavnými chřtány. Z tohoto důvodu po několika dnech snesli mrtvoly na velikou hromadu a na popel je spálili, a takto v popelu snáze nalezli zlato... | “ |
| — Fulcher ze Chartres | |   |

Dobytí Jeruzaléma znamenalo pro většinu křižáků dovršení výpravy. S bohatou kořistí se vraceli do Evropy. Mezi vracejícími se bojovníky byl například normandský vévoda Robert III. nebo Robert II. Flanderský. Jen někteří zůstali ve Svaté zemi a založili na dobytém území čtyři křižácké státy, které se postupně formovaly a upevňovaly v boji s muslimským nepřítelem i ve vztahu k Byzantské říši a arménským knížatům. Kromě Antiochijského knížectví a Edesského hrabství to bylo Jeruzalémské království a hrabství Tripolis. O moc a vliv v Jeruzalémě, který měl klíčové postavení, usiloval opět Raimond z Toulouse, tentokrát vedle Godefroye z Bouillonu. Ten nakonec přijal funkci panovníka nově vzniklého útvaru, ovšem pouze s titulem „Ochránce Svatého hrobu“. Teprve po Godefroyově brzké smrti (1100) byl jeho bratr Balduin, který dosud vládl v Edesse, korunován o vánocích roku 1100 jeruzalémským králem.
Raimond vyšel opět s prázdnou. Odtáhl proto na sever, kde se usadil v byzantské Latakii, kterou zachránil před útokem Bohemondových Normanů a začal zde budovat základy posledního křižáckého státečku jako leník byzantského císaře. Roku 1103 dobyl Tortosu a začal obléhat Tripolis, ale během mnohaletého obléhání zemřel. Město padlo teprve roku 1109 a představitelem hrabství tripolského, jak se začal nový státní útvar nazývat, se stal Raimondův nemanželský syn Bernard.

## Výsledky první křížové výpravy

Křižácké državy ve Svaté zemi těsně po završení první křížové výpravy, 1102

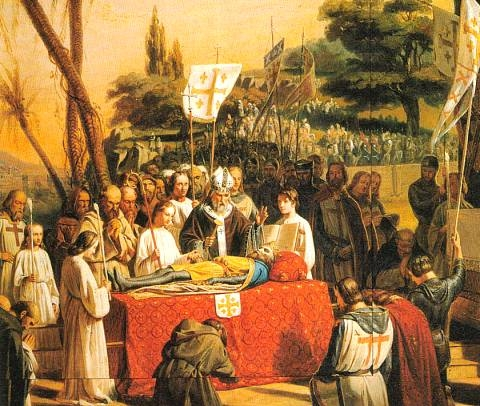
Smrt Godefroye z Bouillonu, Salles des Croisades, Versailles (1839–1842)

První křížová výprava byla nepochybně úspěšná, dobytím Jeruzaléma bylo dosaženo proklamovaného cíle. Ovládnutím patriarchátů v Antiochii a Jeruzalémě rozšířila latinská církev svůj vliv na území, která dříve patřila do sféry vlivu ortodoxní církve. O Vánocích 1099 se konala v Jeruzalémě synoda, na které byl zvolen jeruzalémským patriarchou papežský legát a pisánský arcibiskup Daimbert. Od něho převzali Godefroy, Bohemund ale i další velmoži své državy jako léno.

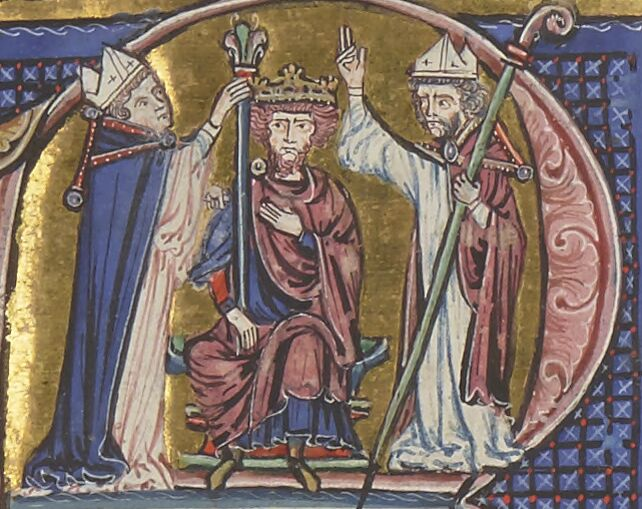
Guillaume z Tyru: Korunovace Balduina z Boulogne králem jeruzalémským

Pro Byzantskou říši představovaly křižácké státy nárazníkové území před hrozbou seldžuckých Turků, a proto se byzantská diplomacie snažila držet s nimi korektní vztahy, i když vztah samotných Franků nebyl k Byzanci vždy přátelský a vstřícný. Jasně protibyzantskou politiku vedl především antiochijský kníže Bohemund. Roku 1104 se vrátil se značným majetkem, který získal na Východě, do Itálie a s pomocí papeže zorganizoval křížovou výpravu proti Byzanci. Normanská vojska se vylodila v roce 1107 pod dračskými hradbami, vzápětí však byla obklíčena Byzantinci. Téměř rok se Bohemund marně snažil dostat z obležení, poté kapituloval a uznal lenní svrchovanost byzantské říše nad Antiochií, kde byl současně dosazen ortodoxní patriarcha. Bohemund se stáhl do ústraní a na Východ se již nevrátil. Správy antiochijského knížectví se ujal Tankred, který závislost na Byzanci nikdy neuznal a později složil, byť velmi neochotně, lenní přísahu jeruzalémskému králi.
Pro muslimské státní útvary nepředstavovaly nově vzniklé křižácké državy na Východě téměř žádné nebezpečí. Abbásovský chalífa al-Mustazhir i Velký Seldžuk Barkijaruk považovali křížovou výpravu za pouhý nájezd. Na druhé straně nejednotnost islámského světa, který stále rozdělovalo nepřátelství mezi šíitskými Fátimovci a sunnitskými Seldžuky, rozpory mezi jednotlivými mocenskými centry Aleppem, Damaškem a Mosulem, vnitřní konflikty v Bagdádu a úpadek fátimovského Egypta, umožnila drobným křesťanským státům ve východním Středomoří, aby se etablovaly a do jisté míry také konsolidovaly. Tato situace byla příznivá i pro Byzanc, kde došlo za vlády Alexia I. k výraznému upevnění císařské autority a centrální moci, obnovení vojenského potenciálu státu a překvapivému posílení zahraničně politických pozic. Když Alexios umíral, rozkládala se byzantská říše opět od jadranského pobřeží až do východního Středomoří.